# 所さんの画スタマイズ天国
『所さんの画スタマイズ天国』（ところさんのがスタマイズてんごく）は、2005年12月29日（木曜） 23:20 - 24:20 にフジテレビ系列局で放送されたTRICKSTAR製作のバラエティ番組。

## 概要
「画像遊び倒しバラエティー」をコンセプトに掲げていた特別番組で、投稿者が画像編集ソフトなどを使って加工した写真や動画を若手のお笑いタレントたちが推薦していた。「Not画スタマイズ」のコーナーでは、実在する店舗や看板を撮影した写真の中からこれは笑えると思う作品を選んで紹介していた。
それらの作品は、司会の所ジョージと4人のゲストによる「評議員」が審査した。評価は「キシベ」（岸部四郎が紙幣にデザインされた番組独自の紙幣、0円）、「ノグチ」（1000円）、「イチヨウ」（5000円）、「ユキチ」（1万円）、「トコロ」（番組独自の紙幣、2万円）の5段階で、その合計金額を投稿者に贈った。最高賞金は10万円で、評議員が全部「トコロ」の評価を出せば10万円を獲得できた。

## 進行
- 福井謙二（フジテレビアナウンサー）
- 戸部洋子（フジテレビアナウンサー）

## スタッフ
- 企画：立松嗣章
- ディレクター：須藤拓也
- プロデューサー：山本昭三、河島正三郎
- 技術協力：テイクシステムズ
- 美術協力：アックス
- 制作：TRICKSTAR